# Caccobius gananensis
Caccobius gananensis är en skalbaggsart som beskrevs av D'orbigny 1904. Caccobius gananensis ingår i släktet Caccobius och familjen bladhorningar. Inga underarter finns listade.